# Кардиффские голоса
«Кардиффские голоса» или «Певец мира» — международный конкурс оперных певцов BBC в Кардиффе, Уэльс, Великобритания. Конкурс проводится при поддержке Валлийской национальной оперы и администрации города и округа Кардифф с 1983 года в июне один раз в два года. Возраст участников: от 18 до 32 лет.

## Призы и награды
- Победитель конкурса — 15000 фунтов стерлингов и памятный подарок.
- Приз зрительских симпатий — 2000 фунтов стерлингов
- Приз за выход в финальную часть — 2000 фунтов стерлингов каждый из 20 конкурсантов.
- Приз за лучшую песню — 5000 фунтов стерлингов.

## Победители
| - 1983 — Карита Маттила, Финляндия - 1985 — Дэвид Малис, США - 1987 — Валерия Эспозито, Италия - 1989 — Дмитрий Хворостовский, СССР - 1991 — Лиза Гастин, Австралия - 1993 — Ингер Дам-Йенсен, Дания - 1995 — Катарина Карнеус, Швеция - 1997 — Гуан Ян, Китай - 1999 — Аня Хартерос, Германия | - 2001 — Мариус Бренчу, Румыния - 2003 — Томми Хакала, Финляндия - 2005 — Николь Кабелль, США - 2007 — Шень Ян, Китай - 2009 — Екатерина Щербаченко, Россия - 2011 — Валентина Нафорницэ, Молдавия - 2013 — Джейми Бартон, США - 2015 — Надежда Кучер, Беларусь - 2017 — Катриона Морисон, Шотландия - 2019 — Андрей Кимач, Украина |